# 1968 en Algérie
Chronologie de l’Algérie
- 1964
- 1965
- 1966
- 1967
- 1968
- 1969
- 1970
- 1971
- 1972

Cet article présente les faits marquants de l'année 1968 en Algérie ou relatifs à l'Algérie; datation selon le calendrier grégorien.

## Événements
- 9 janvier : fondation à Beyrouth de l’Organisation des pays arabes exportateurs de pétrole (OPAEP) par l’Arabie saoudite, le Koweït et la Libye, rejoint en mai 1970 par l’Algérie, le Qatar, Abu Dhabi, Bahrein et Dubaï[1].
- 31 janvier : évacuation anticipée de la base de Mers el Kébir en Algérie par les troupes françaises[2].
- 23 juillet : trois commandos du Front populaire de libération de la Palestine détournent vers Alger le vol d’El Al 426 Londres-Tel Aviv. Les otages sont libérés après 40 jours[3].
- 27 décembre : L'accord franco-algérien[4] est la dénomination couramment employée pour désigner l'accord signé entre la France et l'Algérie le 27 décembre 1968 et qui règlemente les circulations, l'emploi et le séjour des ressortissants algériens en France[5].

## Sports
- Algérie aux Jeux olympiques d'été de 1968

### Basket-ball
- Coupe d'Algérie de basket-ball 1968-1969

### Football
- Équipe d'Algérie de football en 1968
- Championnat d'Algérie de football 1967-1968
- Championnat d'Algérie de football 1968-1969
- Championnat d'Algérie de football de deuxième division 1967-1968
- Championnat d'Algérie de football de deuxième division 1968-1969
- Championnat d'Algérie de football de troisième division 1967-1968
- Championnat d'Algérie de football de troisième division 1968-1969
- Coupe d'Algérie de football 1967-1968
- Coupe d'Algérie de football 1968-1969
- Saison 1967-1968 de l'ASM Oran
- Saison 1968-1969 de l'ASM Oran
- Saison 1967-1968 du CR Belcourt
- Saison 1968-1969 du CR Belcourt
- Saison 1967-1968 de l'ES Sétif

## Culture
- Hassan Terro, film algérien réalisé par Mohammed Lakhdar-Hamina en 1968 dont l'acteur Rouiched joue le rôle-titre.
- La Voie, film algérien réalisé par Mohamed Slim Riad en 1968[6].

## Naissances en 1968
- Naissance en Algérie en 1968

## Décès en 1968
- Décès en Algérie en 1968